# Verchňaja Tura
Verchňaja Tura (rusky Верхняя Тура) je město ve Sverdlovské oblasti v Ruské federaci. Při sčítání lidu v roce 2010 měla přes devět tisíc obyvatel.

## Poloha a doprava
Verchňaja Tura leží na řece Tuře, levém přítoku Tobolu v povodí Obu. Je vzdálena přibližně deset kilometrů severovýchodně od Kušvy a přibližně 190 kilometrů severně od Jekatěrinburgu, správního střediska oblasti.
Přes město prochází železniční trať Kušva – Serov, která byla uvedena do provozu v roce 1906. Zdejší stanice se jmenuje Verchňaja.

## Dějiny
Verchňaja Tura byla založena v roce 1737 jako zázemí pro železárnu Turinskij zavod pojmenovanou podle řeky. Po založení další železárny níže po proudu v 1754 se pro odlišení začalo užívat označení Verchněturinskij zavod (doslova „Hornoturský závod“), zatímco železárna severně byla označována Nižněturinskij zavod (doslova „Dolnoturský závod“) a vzniklo z ní později město Nižňaja Tura.
V roce 1941 se Verchňaja Tura stala městem a v tomto období také počet obyvatel kulminoval. Od padesátých let dvacátého století počet obyvatel klesá.